# Jaborandi
Jaborandi este un oraș în statul Bahia (BA) din Brazilia.